# Ricky Ford
Pour les articles homonymes, voir Ford.
Ricky Ford est un saxophoniste américain de jazz. Il est notamment connu pour ses collaborations avec Charles Mingus et Abdullah Ibrahim. Imprégné par des influences et des collaborations variées, son style intègre souvent des composantes du jazz modal ou du bebop.

## Biographie

### Jeunesse
Ricky Ford s'initie dans un premier temps à la musique en apprenant à jouer de la batterie. Influencé par le jeu du musicien Roland Kirk, il adopte définitivement le saxophone ténor en 1969. Alors qu'il se produit dans un club de Boston, le pianiste Ran Blake le remarque et le convainc d'approfondir ses connaissances musicales au New England Conservatory, une école privée de musique de Boston où il enseigne,.
En plus de la théorie musicale, Ricky Ford y apprend à jouer de la clarinette et du saxophone. Parmi ses enseignants figurent notamment Gunther Schuller et Jaki Byard qui lui offrent la possibilité d'effectuer ses premiers enregistrements en 1974.

### Carrière

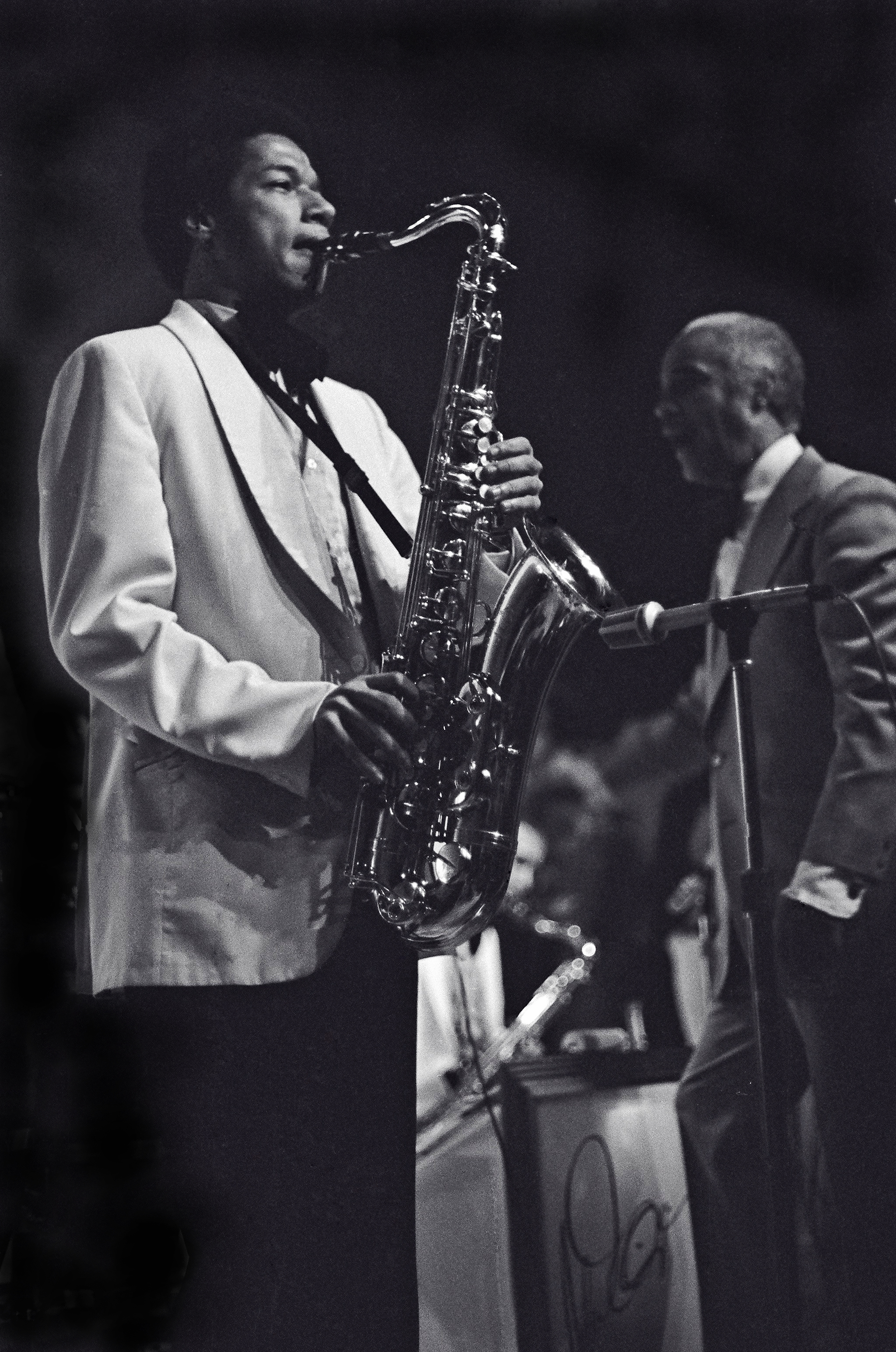
Ricky Ford et Mercer Ellington en 1975.

En 1974, le trompettiste Mercer Ellington l'engage pour intégrer l'orchestre de son père le Duke Ellington Orchestra. Après environ deux ans dans cet orchestre il remplace George Adams en rejoignant le groupe du contrebassiste Charles Mingus. Il quitte Mingus l'année suivante mais a effectué au cours de cette période quelques enregistrements avec le groupe en particulier les albums Three or Four Shades of Blue et Me Myself an Eye. En 1977, il se produit en tant que leader et enregistre son premier album intitulé Loxodonta Africana qui paraît cette année-là sur le jeune label new-yorkais New World. En 1979, Ford rejoint le quintet du batteur Dannie Richmond, un disciple de Mingus, avec lequel il collabore jusque 1981. Bien qu'il dirige principalement ses propres formations dans les années 1980, Ford se fait cependant remarquer par des collaborations notables : il est musicien et arrangeur dans l'orchestre de Lionel Hampton en 1981, l'année suivante au sein du groupe Mingus Dynasty avec en particulier deux tournées européennes puis surtout avec le groupe Ekaya du pianiste sud-africain Abdullah Ibrahim pour lequel il participera aux séances d'enregistrement de plusieurs albums et toujours sous la direction du pianiste à la bande son du film Chocolat.
Ricky Ford collabore également avec le batteur Beaver Harris et au cours des années 1990 avec le batteur Pete La Roca. Il enregistre aussi avec le pianiste McCoy Tyner en 1988, Steve Lacy en 1993. Depuis 1977 il enregistre régulièrement en tant que leader, notamment pour les labels Muse et Candid. De 1985 à 1996, il est artiste en résidence, donnant des cours à l'Université Brandeis à Waltham dans le Massachusetts. Bien que résident en France depuis 1996, Ricky Ford donne aussi des cours en Turquie de 2001 à 2006 à l'Université Bilgi d'Istanbul. Il organise également depuis 2009 un festival estival en France sur deux jours, le Toucy Jazz Festival situé dans l'Yonne,.
Depuis 2009, Ricky Ford collabore activement au sein de l'orchestre français Ze Big Band avec lequel il a sorti deux albums.

## Style
Au début de sa carrière Ricky Ford s'adapte au swing de l'orchestre de Mercer Ellington puis enchaine avec Charles Mingus et Dannie Richmond, dans des styles plus variés. Il dirige ensuite ses propres groupes avec un jeu mêlant souvent bebop et jazz modal en revenant parfois au swing notamment au début des années 1980 avec sa participation au groupe de Lionel Hampton, aux côtés des musiciens Illinois Jacquet et Arnett Cobb. 
Le jeu de Ricky Ford n'est pas sans rappeler celui de Coleman Hawkins, Dexter Gordon, Stan Getz ou encore Sonny Rollins, c'est aussi « un soliste fluide et puissant »,.

## Discographie sélective

### En leader
| Enregistrement | Nom de l'album                  | Label et notes |
| -------------- | ------------------------------- | --- |
| 1977           | Loxodonta Africana              | New World Records. |
| 1978           | Manhattan Plaza                 | Muse. |
| 1980           | Flying Colors                   | Muse. |
| 1981           | Tenor for the Times             | Muse. |
| 1982           | Interpretations                 | Muse. |
| 1983           | Future's Gold                   | Muse. |
| 1984           | Shorter Ideas                   | Muse. |
| 1986           | Looking Ahead                   | Muse. |
| 1987           | Saxotic Stomp                   | Muse. |
| 1989           | Hard Groovin'                   | Muse. |
| 1989           | Manhattan Blues                 | Candid Records. |
| 1990           | Ebony Rhapsody                  | Candid Records. |
| 1991           | Hot brass                       | Candid Records. Des références à Martin Luther King ou aux origines afro-américaines, « la musique qui en résulte est extrêmement impressionnante ». |
| 1991           | American African blues          | Candid Records. |
| 1992           | Tenor Madness Too               | Muse. |
| 1999           | Balaena                         | Jazz Friends Productions. |
| 2002           | Songs for My Mother             | Jazz Friends Productions. Le Ricky Ford Sextet avec notamment Bobby Few.                                                                             |
| 2003           | Reeds and Keys                  | Jazz Friends Productions. Avec Kirk Lightsey. |
| 2003           | Green Note - Live at La Fenêtre | Marge. |
| 2010           | 7095                            | Harmonia Mundi. Ricky Ford et Ze Big Band. |
| 2013           | Sacred Concert                  | Avel Ouest. Ricky Ford et Ze Big Band. |

### Collaborations
Liste partielle.
| Enregistrement | Leader           | Nom de l'album                      | Label et notes                                                |
| -------------- | ---------------- | ----------------------------------- | ------------------------------------------------------------- |
| 1977           | Charles Mingus   | Three or Four Shades of Blues       | Atlantic Records.                                             |
| 1978           | George Russell   | New York Big Band                   | Soul Note.                                                    |
| 1978           | Charles Mingus   | Cumbia & Jazz Fusion                | Atlantic Records.                                             |
| 1979           | Charles Mingus   | Me myself an eye                    | Atlantic Records.                                             |
| 1979           | Red Rodney       | The 3R's                            | King Records.                                                 |
| 1980           | Sonny Stitt      | Sonny's Back                        | Muse.                                                         |
| 1981           | McCoy Tyner      | 13th House                          | Milestone Records.                                            |
| 1982           | Lionel Hampton   | Made in Japan                       | Timeless.                                                     |
| 1983           | Abdullah Ibrahim | Ekaya                               | Ekapa.                                                        |
| 1986           | Ran Blake        | Short Life of Barbara Monk          | Soul Note.                                                    |
| 1988           | Abdullah Ibrahim | Water from an Ancient Well          | Enja.                                                         |
| 1988           | Abdullah Ibrahim | Mindif                              | Enja. Enregistrements pour la bande-son du film Chocolat.     |
| 1989           | McCoy Tyner      | Uptown/Downtown                     | Milestone Records.                                            |
| 1989           | Mal Waldron      | Crowd scene                         | Soul Note.                                                    |
| 1989           | Mal Waldron      | Where Are You?                      | Soul Note. Avec Sonny Fortune, Reggie Workman et Eddie Moore. |
| 1990           | Ran Blake        | That certain feeling                | Hathut Records.                                               |
| 1993           | Steve Lacy       | Vespers                             | Soul Note.                                                    |
| 1994           | Abdullah Ibrahim | No fear, no die                     | Tiptoe.                                                       |
| 1994           | Yusef Lateef     | Tenors of Yusef Lateef & Ricky Ford | YAL Records.                                                  |
| 1995           | Dave Burrell     | Esquisses for a walk                | Nocturne.                                                     |
| 1997           | Pete La Roca     | Swing time                          | Blue Note Records.                                            |
| 1997           | Richard Davis    | Total Package                       | Marge.                                                        |
| 1998           | Jaki Byard       | July in Paris                       | Jazz Friends Productions.                                     |
| 2005           | Rhoda Scott      | Very Saxy                           | Ahead. Album live à Paris avec Houston Person.                |